# Назавжди-назавжди
«Назавжди-назавжди» (англ. Forever-Forever), робоча назва «Коли нам було 15» — українсько-нідерландський драматичний фільм 2023 року режисерки Анни Бурячкової з Аліною Чебан, Захаром Шадріним, Артуром Алієвим, Єлизаветою Цілик і Дар'єю Жихарською в головних ролях виробництва компаній DGTL RLGN і Rinkel Film. Світова прем'єра фільму відбулась 8 вересня 2023 року на Венеційському кінофестивалі. Прем'єра в Україні сталася 15 жовтня 2023 року, а в прокат «Назавжди-назавжди» вийшов 21 листопада 2024 року.

## Сюжет
У фільмі йдеться про підлітків 1990-х років, які стикаються з дорослими проблемами. 15-річна Тоня змінює школу, перейшовши з центру міста до спального району, і потрапляє до компанії відчайдушних підлітків. Вони разом шукають пригод на околицях постсоціалістичного Києва. Тоня закохується в Журіка, а її дружба з Лєрою веде до складних стосунків із її братом Санею, створюючи заплутаний любовний трикутник. Тоня постає перед труднощами, пов'язаними з її минулим, що ставить під загрозу нові стосунки та дружбу.

## Акторський склад

### Головні ролі
- Аліна Чебан — Тоня
- Захар Шадрін — Журік
- Артур Алієв — Саня
- Єлизавета Цілик — Лєра
- Дар'я Жихарська — Іра

### Другорядні ролі
- Дар'я Малахова — матір Наді
- Олександр Яценко — брат Паші
- Арсеній Марков — Каспер
- Клим Рева — Шуруп
- Ася Пшенична — Надя
- Владислав Михальчук — Діма

## Знімальна група
- Режисери-постановники: Анна Бурячкова
- Сценаристи: Марина Степанська, Анна Бурячкова
- Оператори-постановники: Олена Чеховська
- Художники-постановники: Олександра Патока
- Композитори: Zetetics, Лілія Бугайова
- Звукорежисери: Михайло Закутський, Лоде Волтерсом, Жаім Саулека
- Режисери монтажу: Юрій Резніченко
- Художники з костюмів: Дарія Фільшина
- Художники із гриму: Джулія Мельнік
- Кастинг директори: Оксана Дезера
- Продюсери: Віталій Шереметьєв, Наталія Лібет, Олексій Згонік
- Лінійні продюсери: Люба Кнорозок

## Сприйняття
Кінокритикиня Марта Балага вважає, що фільм «Назавжди-назавжди» представляє похмуру і захопливу історію про підліткову боротьбу за самовираження та право на помилку на фоні соціальних і культурних криз 1990-х років. На думку Альони Шилової з видання Суспільне Культура кінострічка вражає своєю операторською роботою та візуальною естетикою, вдало відтворюючи атмосферу 1990-х років, проте його сюжетний зміст і розвиток персонажів є заплутаними й поверхневими, зокрема через нерегульовані любовні стосунки та недостатню глибину психологічного портрета героїв.

## Нагороди
- 2023: Венеційський кінофестиваль — головний приз журі конкурсної програми «Orizzonti Extra»[5]
- 2023: премія FIPRESCI[6]
- 2023: перемога на міжнародному кінофестивалі Film Festival Cottbus[7][8]
- 2024: головний приз «Золотий тюльпан» за найкращий фільм на Міжнародному кінофестивалі у Стамбулі в межах програми International Competition[9][10]
- 2024: приз журі на молодіжному кінофестивалі у Сараєві у категорії Generation Features за «захопливу розповідь та майстерні образи»[11]